# 后波美拉尼亚

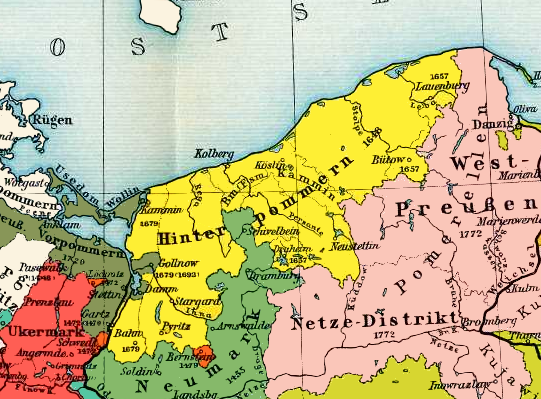
波美拉尼亚地区包括前波美拉尼亚（黄绿色）、后波美拉尼亚（黄色）和东波美拉尼亚（粉红色）（1679年）

后波美拉尼亚（德语：Hinterpommern）位于奧得河与東波美拉尼亞之间。第二次世界大战后成为波兰领土。

## 地理
人口密度小，有冰河时期形成的冰碛、湖泊、河流、丘陵以及茂密的针叶林。

## 语言
直到1945年，该地区仍将低地德语作为口语使用。 